# Buttermere, Cumbria
Buttermere är en by och en civil parish i Cumbria i England. Orten har 127 invånare (2001). Den har en kyrka.